# Försvarsexportmyndigheten
Försvarsexportmyndigheten (FXM) var en statlig svensk myndighet som verkade mellan den 1 augusti 2010 och den 31 december 2015. 

## Verksamhet
Myndighetens verksamhetsområde var att verka som ett statligt svenskt exportstöd till försvarsindustrin när det var till nytta för det svenska försvaret. FXM företrädde även staten vid försvarsexportaffärer, till exempel var det FXM som ansvarade för de statliga JAS 39 Gripen-kontrakten med Tjeckien, Ungern och Thailand. Myndigheten var även ansvarig för att sälja ut Försvarsmaktens övertaliga materiel. Myndigheten startade 2010. 
I den utredning som föregick bildandet av myndigheten, Försvarsexportutredningen , skrev utredaren att "den nya organisationsformen ska bidra till en effektivare och bättre prioriterad verksamhet, en statlig helhetssyn, transparens och en tydlig rollfördelning mellan försvarsmyndigheterna... Staten får en mer sammanhållen förmåga att främja och överblicka resursprioriteringar inom denna del av försvarsektorn." 
I december 2014 presenterade Statskontoret en granskning av myndigheten "Tydligare roller och ökad transparens" där Statskontoret kom fram till att redan efter fyra år hade FXM till stor del uppfyllt de syften som regeringen angav i samband med bildandet av myndigheten: statlig helhetssyn, transparent process, bättre prioriteringa och en effektivare verksamhet. "Statskontoret menar att FXM:s verksamhet först och främst bidrar till processen (analys, transparens, prioriteringar, antikorruptionsarbete etc.) och i andra hand, och mer indirekt, till resultat (mängden export)", skrev Statskontoret i rapporten. FXM fick dock kritik för brister i redovisningen och för att myndigheten inte har tagit fram resultatindikatorer eller nyckeltal för att visa att verksamheten bedrivs effektivt.
Ulf Hammarström utsågs till generaldirektör för myndigheten. Myndigheten hade ett fyrtiotal anställda.

## Bakgrund
Inrättandet av myndigheten föreslogs av Försvarsexportutredningen, en departementsutredning som leddes av departementsrådet Ulf Hammarström, som senare utsågs till den nya myndighetens generaldirektör.
Exportstödjande verksamhet ansågs av Sveriges regering vara ett medel för att underlätta för en kostnadseffektiv materielförsörjning till det svenska försvaret. Inrättandet av Försvarsexportmyndigheten bidrog i detta sammanhang till att renodla rollen hos Försvarets materielverk och undvek jäv. Inspektionen för strategiska produkter skulle även fortsättningsvis sköta försvarsexportkontrollen.

## Nedläggning
Som en del av förhandlingarna mellan Socialdemokraterna och Miljöpartiet efter valet 2014 gjordes en överenskommelse i september 2014 att FXM skulle läggas ner. Bakgrunden till detta var Miljöpartiets negativa inställning till export av försvarsmateriel. Avsikten var att vissa av FXM:s uppgifter skulle överföras till andra myndigheter.
Regeringens budgetproposition röstades dock ner den 3 december och Allianspartiernas budgetmotion antogs. I Alliansens motion skrev man att myndigheten ska finnas kvar. Myndigheten fick i uppdrag att istället omstrukturera verksamheten för att den skulle rymmas i en mindre budget. 
I sin vårbudget 2015 aviserade regeringen återigen att myndigheten skulle avvecklas under 2015. Den 23 april tog regeringen beslut om nedläggning. Myndighetens verksamhet upphörde den 31 december 2015. 